# 칼리 피오리나

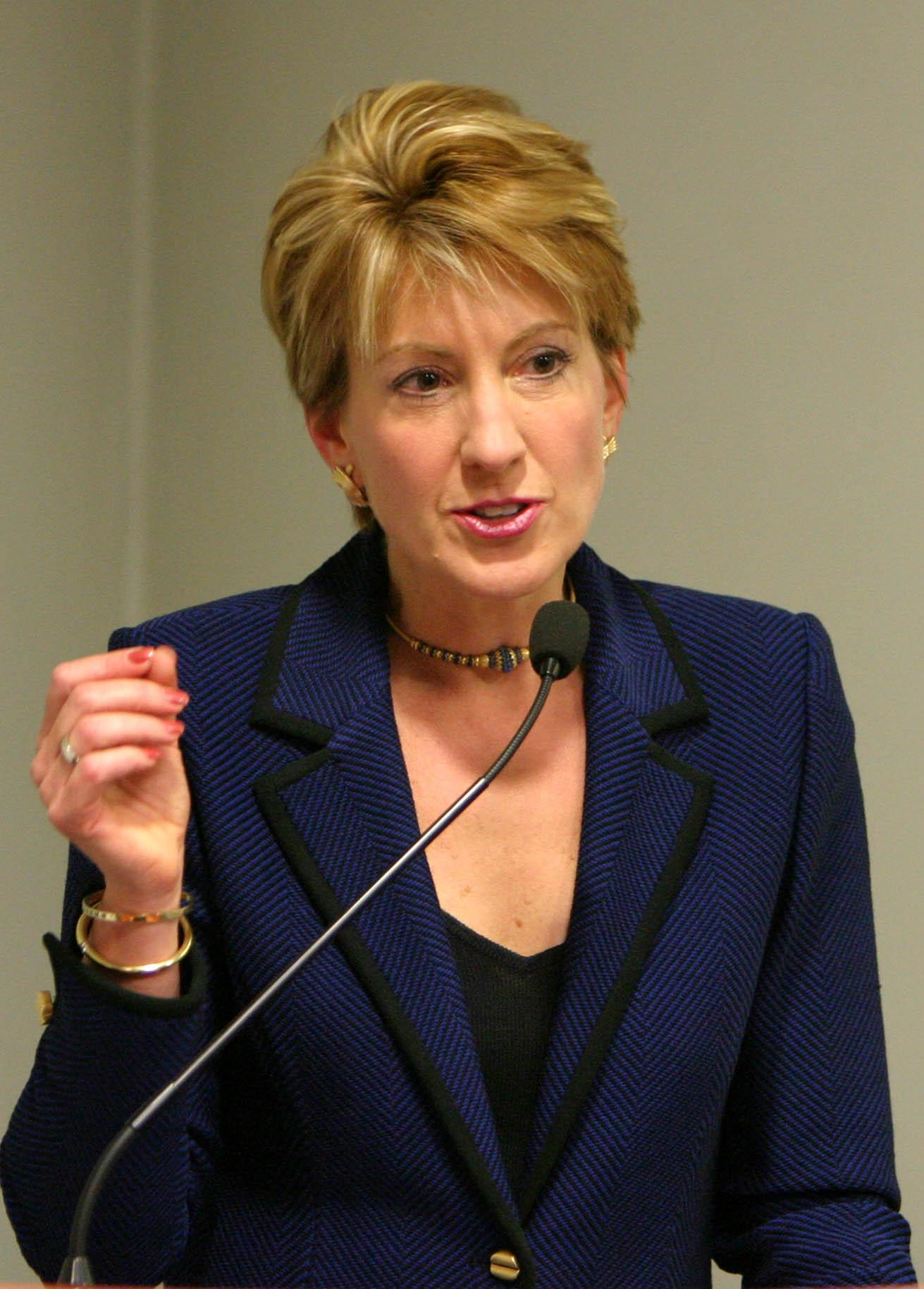
칼리 피오리나

칼리 피오리나(영어: Carly Fiorina, 1954년 9월 6일 ~ )는 미국의 여성 기업인·정치인이다.
텍사스주 오스틴에서 태어났으며, 결혼 전 성은 스니드(Sneed)이다. 스탠퍼드 대학교에서 사학·철학을 전공하여 학사 학위를 받은 후 메릴랜드 대학교 경영대학원에서 경영학석사(MBA) 학위를 받았다. 그 후 매사추세츠 공과대학교(MIT)에서도 석사 학위를 받았다. AT&T에 입사하여 경력을 쌓았고, 임원으로까지 승진했다. AT&T에서 루슨트테크놀로지를 분사하는 작업에 참여하였다. AT&T와 루슨트테크놀로지 분사 과정에서 그는 유명한 관리자로 이름을 알렸고, 1998년 포춘지에서 "비즈니스계에서 가장 영향력 있는 여성"으로 선정하였다. 그는 1999년 휴렛패커드 최고경영자로 전격 영입되어 큰 주목을 받았다. 휴렛패커드 최초의 외부 출신 회장, 대형 컴퓨터 업계 최초의 여성 회장, 세계 상위 20대 기업 최초의 여성 회장 등 여러 기록을 세우며 그의 능력에 큰 기대를 모았다. 회사 내부의 대대적인 개혁을 이루어 내고, 컴팩과의 합병을 성사시키는 등 세계 최고의 여성 기업인으로 찬사를 받았다. 그러나 그 후 실적 부진과 주가 폭락으로 어려움에 처했고, 2005년 2월, 사임했다. 그는 실적 부진으로 물러났는데도, 거액의 퇴직금을 받아 논란의 대상이 되었다. 그 후 그는 타이완 세미컨덕터 매뉴팩처링 컴패니(TSMC) 사외이사로 재직하다가 유방암에 걸려 투병생활을 했다. 유방암에서 회복된 후, 정계 진출을 결심하였다. 그는 공화당의 캘리포니아주 연방 상원의원 후보로 선출되어, 2010년 11월 선거에 출마했으나 낙선하였다.

## 역대 선거 결과
| 선거명      | 직책명                      | 대수  | 정당   | 득표율 | 득표수      | 결과 | 당락 |
| ----------- | --------------------------- | ----- | ------ | ------ | ----------- | ---- | ---- |
| 2010년 선거 | 상원의원 (캘리포니아 제3부) | 112대 | 공화당 | 42.17% | 4,217,366표 | 2위  | 낙선 |